# غولف نادي جربة

غولف نادي جربة (بالفرنسية: Golf Djerba Club)‏ هو ملعب غولف يقع في وسط حديقة نخل على جزيرة جربة في تونس. تم افتتاح الملعب في مارس 1995، ورسم خريطة هذا الملعب المهندس البريطاني مارتن هاوتري (Martin Hawtree).

يتكون الملعب من 27 حفرة.

## روابط خارجية
- الموقع الرسمي.